# جنتمكان
جنَّتْمكان (بالتركية الحديثة: cennetmekân) هو لفظ تركي ذو أصول عربية معناه «ساكن الجنان»، درجت الصحف والتقاويم في الدولة العثمانية وولاياتها على استخدامه للإشارة إلى المتوفين من السلاطين والحكام وأبناء الأسر الحاكمة. والكلمة مركبة تركيبًا مزجيًا من لفظي «جنة» و«مكان» العربيين.